# Головой о стену (фильм, 1998)
«Головой о стену» (англ. Head On) — фильм режиссёра Аны Коккинос. Премьера картины состоялась в 1998 году в рамках «Двухнедельника режиссёров» Каннского кинофестиваля, а затем с 13 августа 1998 года он распространялся в Австралии. Из-за наличия в фильме откровенных сексуальных сцен, в том числе сцены мастурбации главного героя, он практически не демонстрировался в кинотеатрах.

## Сюжет
Действие происходит в Мельбурне. В центре сюжета картины молодой гей греческого происхождения по имени Ари.
В фильме показан один день из жизни главного героя. Молодому человеку исполнилось девятнадцать лет, у него нет работы и денег, поэтому он вынужден жить с родителями. Парень пытается совместить несовместимое: консервативное воспитание, которое он получил и свою гомосексуальность, которая, по-видимому, никогда не будет принята родителями. Без цели в жизни, Ари проживает однообразно все дни в мире наркотиков и семейных конфликтов. Ари знакомится с соседом своего брата и влюбляется в него. Но это не сулит ничего хорошего, так как парень не свободен в своих желаниях.

## В ролях
| Актёр             | Роль |
| ----------------- | ---- |
| Алекс Димитриадес | Ари  |
| Джулиан Гарнер    | Шон  |
| Дэмиен Фотиу      | Джо  |

## Награды
Фильм был удостоен следующих наград:
- 1998 год — Премия Australian Film Institute.
- 1998 год — Премия отличия Australian Cinematographers Society.
- 1999 год — Премия кинокритиков Австралии лучшему исполнителю мужской роли и лучшему актёру второго плана.
- 1999 год — Премия Большого жюри кинофестиваля «Аутфест».